# 1274 pr. n. št.
1274 pr. n. št. je bilo leto predjulijanskega rimskega koledarja.

Oznaka 1274 pr. Kr. oz. 1274 AC (Ante Christum, »pred Kristusom«), zdaj posodobljeno v 1274 pr. n. št., se uporablja od srednjega veka, ko se je uveljavilo številčenje po sistemu Anno Domini.

## Dogodki
- Bitka pri Kadešu
- Šalmaneser I. postane kralj Asirskega cesarstva